# 도레미파솔라시도
도레미파솔라시도는 귀여니의 동명 소설을 바탕으로 한 영화이다. 원작은 2002년 인터넷으로 연재를 시작하였으며, 2003년에 출판되었다. 영화는 2008년 개봉하였다.

## 줄거리
윤정원(주인공) 옆에 한 남자가 이사오게 된다. 그의 이름은 은규. 잘생겼고 노래를 좋아하는 남자이다.
둘인 자주 만나게 되어 친하게 되는데.. 그가 노래하는 곳에 희원 이 있는게 아닌가;
희원과 정원은 소꿉친구였는데 정원이 뻥소니로 어린 아이가 죽는것을 보고 신고를 했는데 그게 희원의 아버지였다.
그 결과 둘의 사이는 급격히 틀어지고 희원의 생일날 정원은 밟히게되는데
그래서 여태껏 견원지간으로 지내던 정원과 희원은 다시 만나고 
그렇게 그녀는 은규를 포기하려고 하는데
희원이 그녀를 좋아한다 말한다
이렇게 되어 삼각관계 끝에 희원 곁에 남기로한 정원.
은규는 충격으로 바보가 돼 버리고 만다...

## 캐스팅
- 장근석 - 신은규
- 차예련 - 윤정원
- 정의철 - 강희원
- 임주환 - 윤재광
- 한수연 - 동희
- 박민지 - 신나리